# 耳成村
耳成村（みみなしむら）はかつて奈良県にあった村。現在の橿原市北部から東部にあたる。村名は大和三山のひとつ、耳成山に因む。

## 歴史
- 『伊勢国風土記』逸文によると、伊勢津彦を退去させて伊勢国を平定した天日別命に対し、神武天皇が宅地として耳梨村を与えたとされる。
- 1889年（明治22年）4月1日 - 町村制施行により十市郡内膳村、上品寺村、新賀村、木原村、山之坊村、石原田村、十市村、葛本村、常盤村、東竹田村、中村、太田市村が合併し、耳成村が発足。
- 1897年（明治30年）4月1日 - 所属郡を磯城郡に変更。
- 1956年（昭和31年）2月11日 - 高市郡今井町・八木町・畝傍町・真菅村・鴨公村と合併し橿原市を設置して消滅。

## 交通

### 鉄道路線
- 近畿日本鉄道
  - 大阪線
    - 大和八木駅 - 耳成駅

  - 橿原線
    - 大和八木駅 - 新ノ口駅

大和八木駅の所在した大字内膳（現在の橿原市内膳町）は、1949年に耳成村から八木町に編入されている。